# Chuyến bay 981 của Flydubai
Chuyến bay 981 (FZ981/FDB981) là một chuyến bay bằng máy bay Boeing 737-800 của hãng Flydubai. Máy bay đã rơi vào khoảng 3h50 (giờ địa phương) ngày 19/3/2016 khi tìm cách hạ cánh xuống sân bay Rostov-on-Don trong điều kiện thời tiết khắc nghiệt, tầm nhìn kém.. Phi cơ khởi hành từ sân bay quốc tế Dubai, Các Tiểu vương quốc Ả Rập Thống nhất. Máy bay chở 55 hành khách và 7 thành viên phi hành đoàn.
Máy bay đã rơi khi tìm cách hạ cánh lần hai và sau 2 tiếng bay vòng vòng trên không. Lửa bùng cháy sau khi sự cố xảy ra. Toàn bộ 62 người trên máy bay đều thiệt mạng.
Đây là tại nạn chết người đầu tiên trong lịch sử 7 năm của hãng hàng không Flydubai.

## Máy bay bị nạn
Chiếc máy bay bị nạn là máy bay Boeing 737, đã 5 năm tuổi, số đăng ký A6-FDN. Nó được chuyển giao cho Flydubai vào tháng 1 năm 2011.